# Пожарный автомобиль

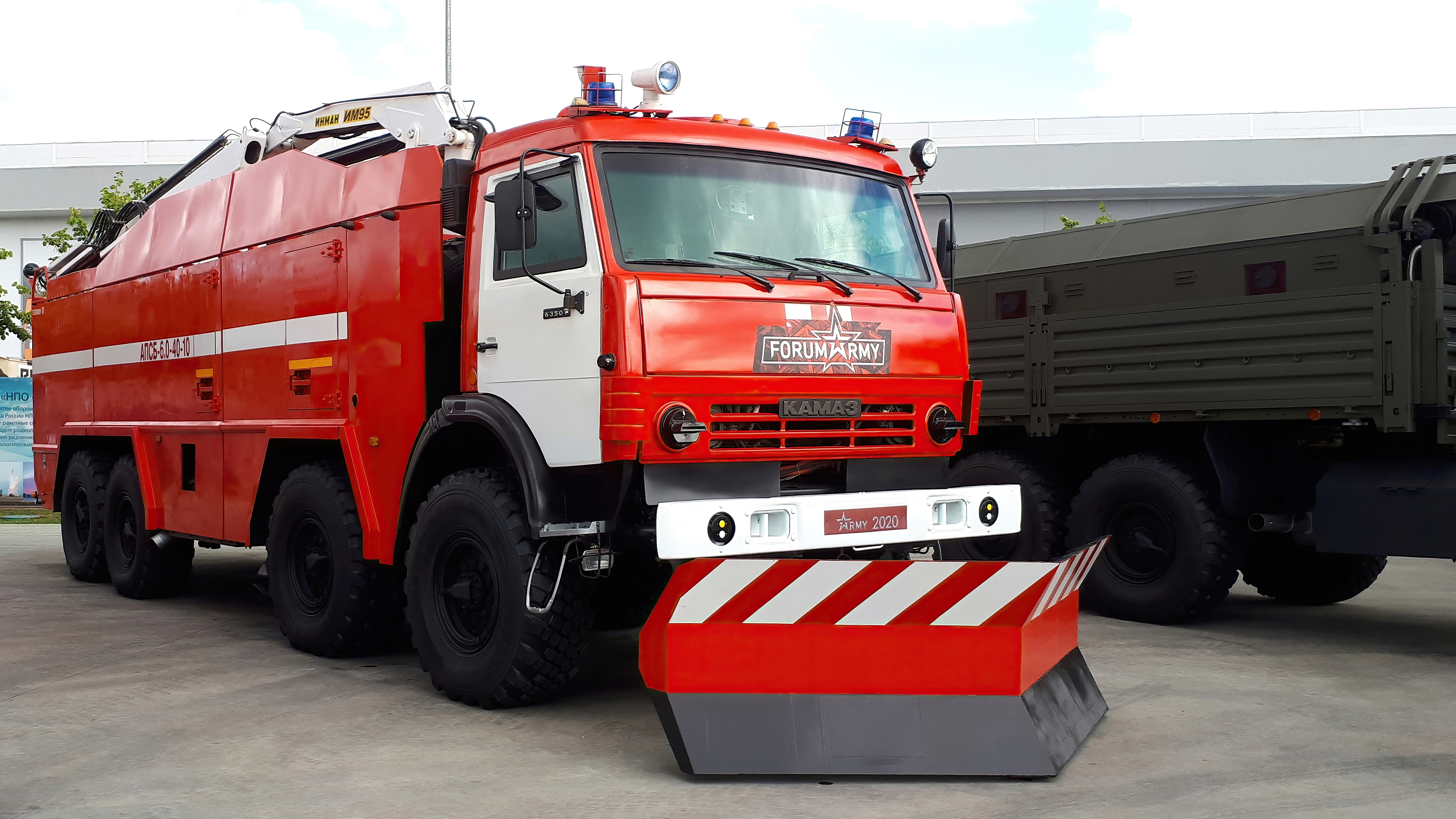
ПСБ-6,0-40-40 мод. 52-ТВ

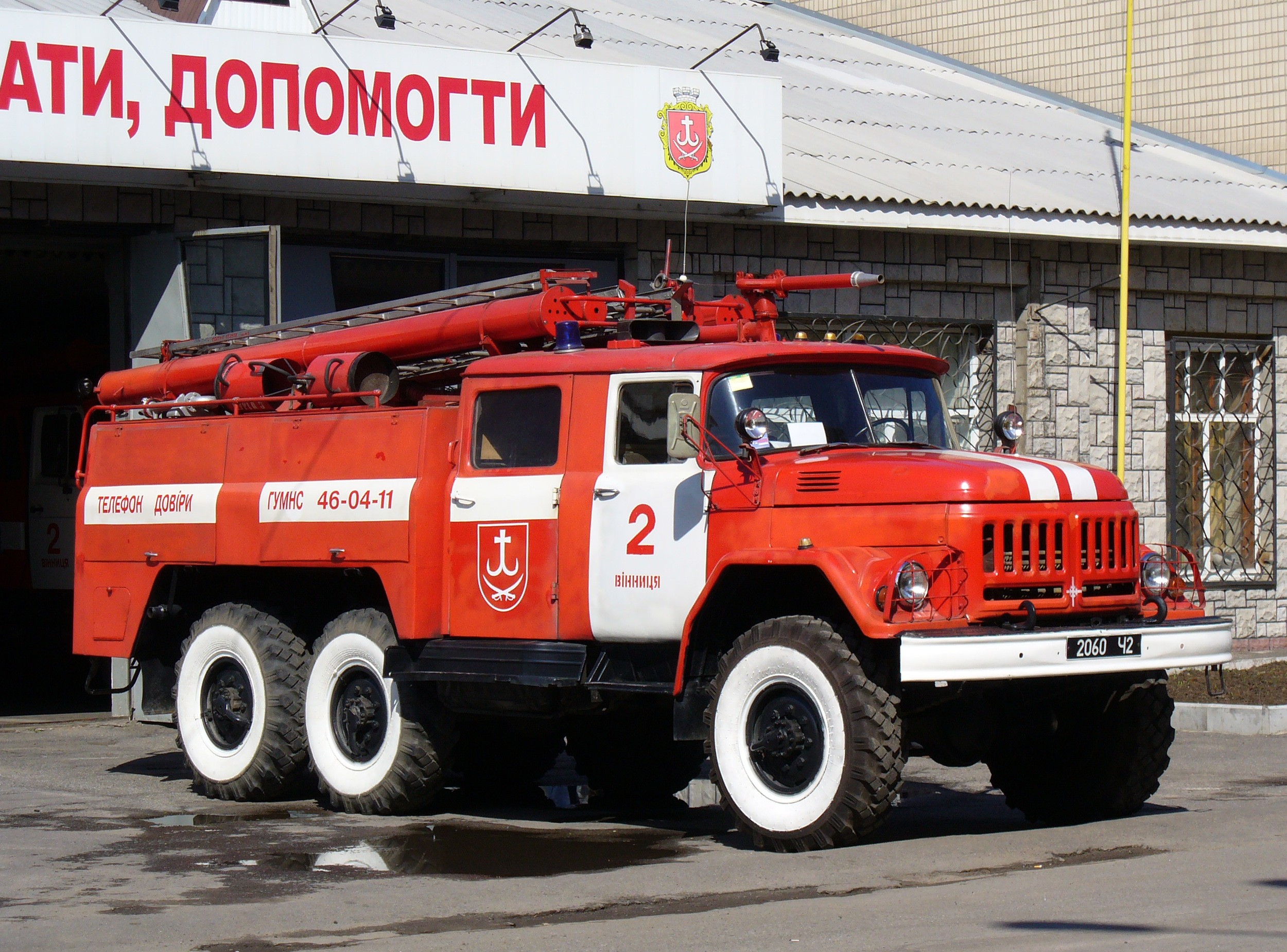
Пожарный автомобиль на базе ЗИЛ-131. Винница, Украина.

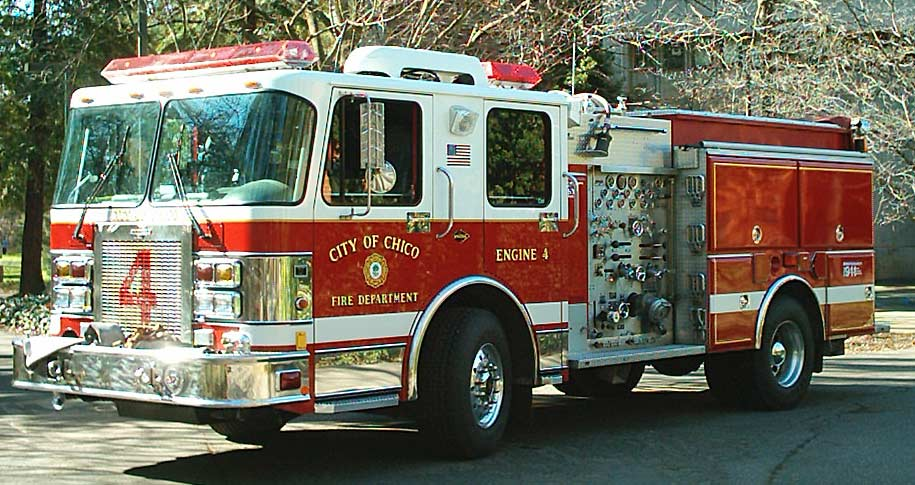
Пожарный автомобиль в США

Пожарный автомобиль — оперативное транспортное средство на базе автомобильного шасси, которое оснащено пожарно-техническим вооружением, оборудованием и используемое при пожарно-спасательных работах. Пожарные автомобили относятся к специальному подвижному составу (автомобилям, которые предназначены для выполнения преимущественно нетранспортных работ).
Одной из задач пожарного автомобиля является доставка пожарных и воды к месту происшествия, а также перевозку оборудования для тушения пожара. Некоторые пожарные автомобили имеют специальные функции, такие как тушение лесных пожаров, спасение самолетов и пожаротушение, а также могут нести оборудование для технического спасения.
Многие пожарные машины основаны на шасси коммерческих автомобилей, которые дополнительно модернизируются и адаптируются к требованиям пожаротушения. Обычно они оснащены звуковыми и световыми сигналами, а также средствами связи.
В некоторых регионах пожарная машина может использоваться для перевозки пожарных, фельдшеров или скорой помощи в места неотложной медицинской помощи из-за их близости к месту происшествия.

## Внешний вид и сигналы

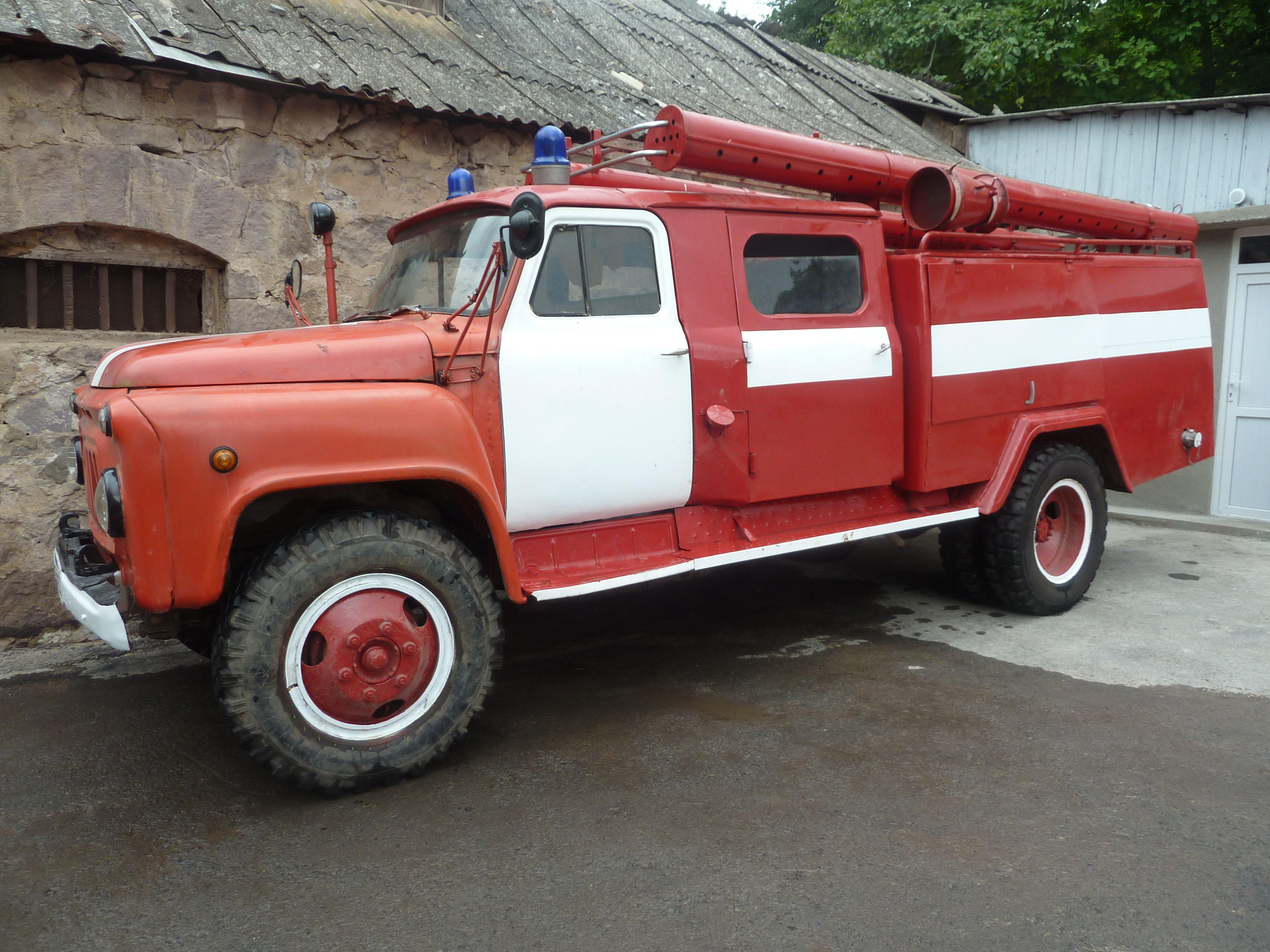
Армения (красно-белый)
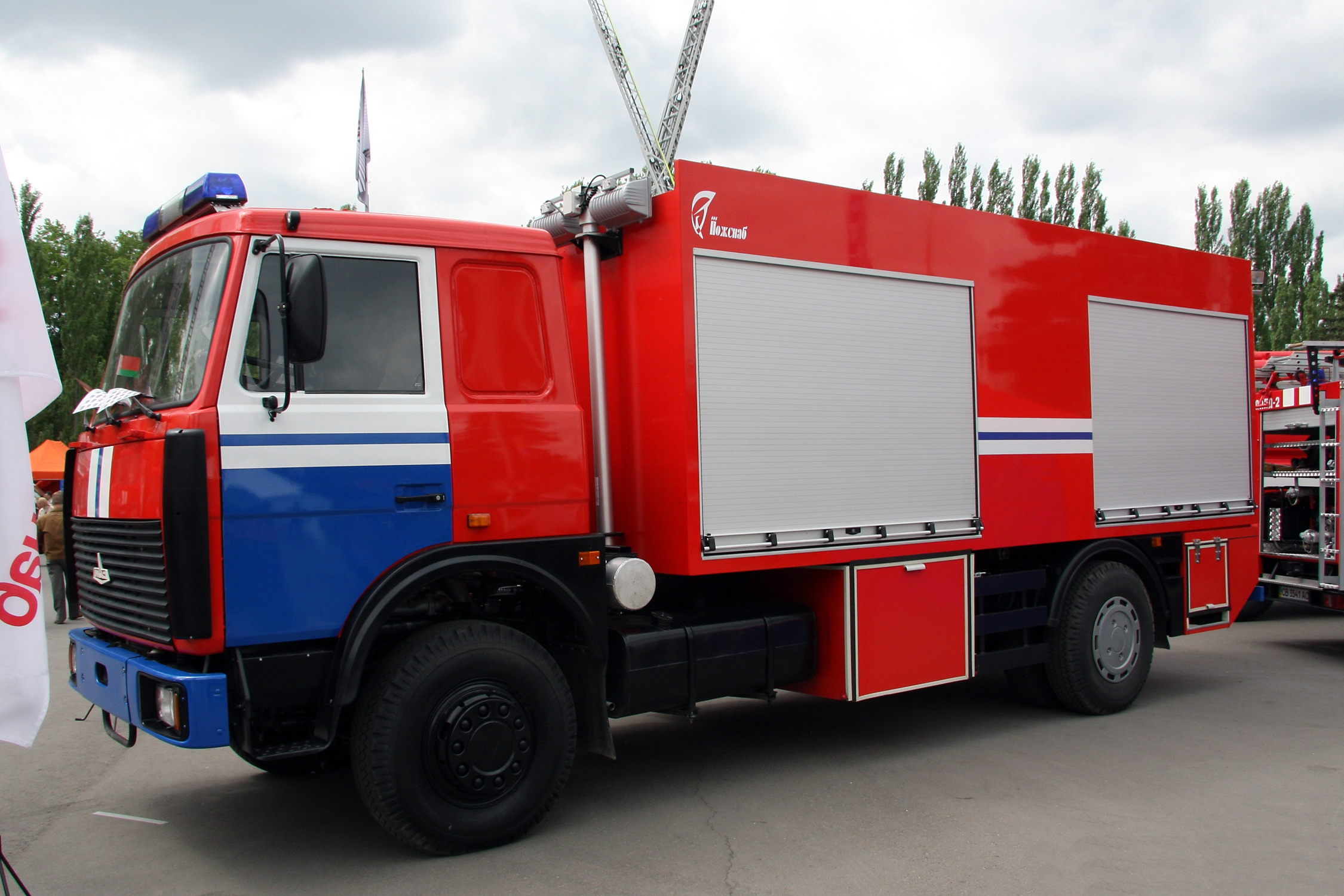
Белоруссия (красно-синий)
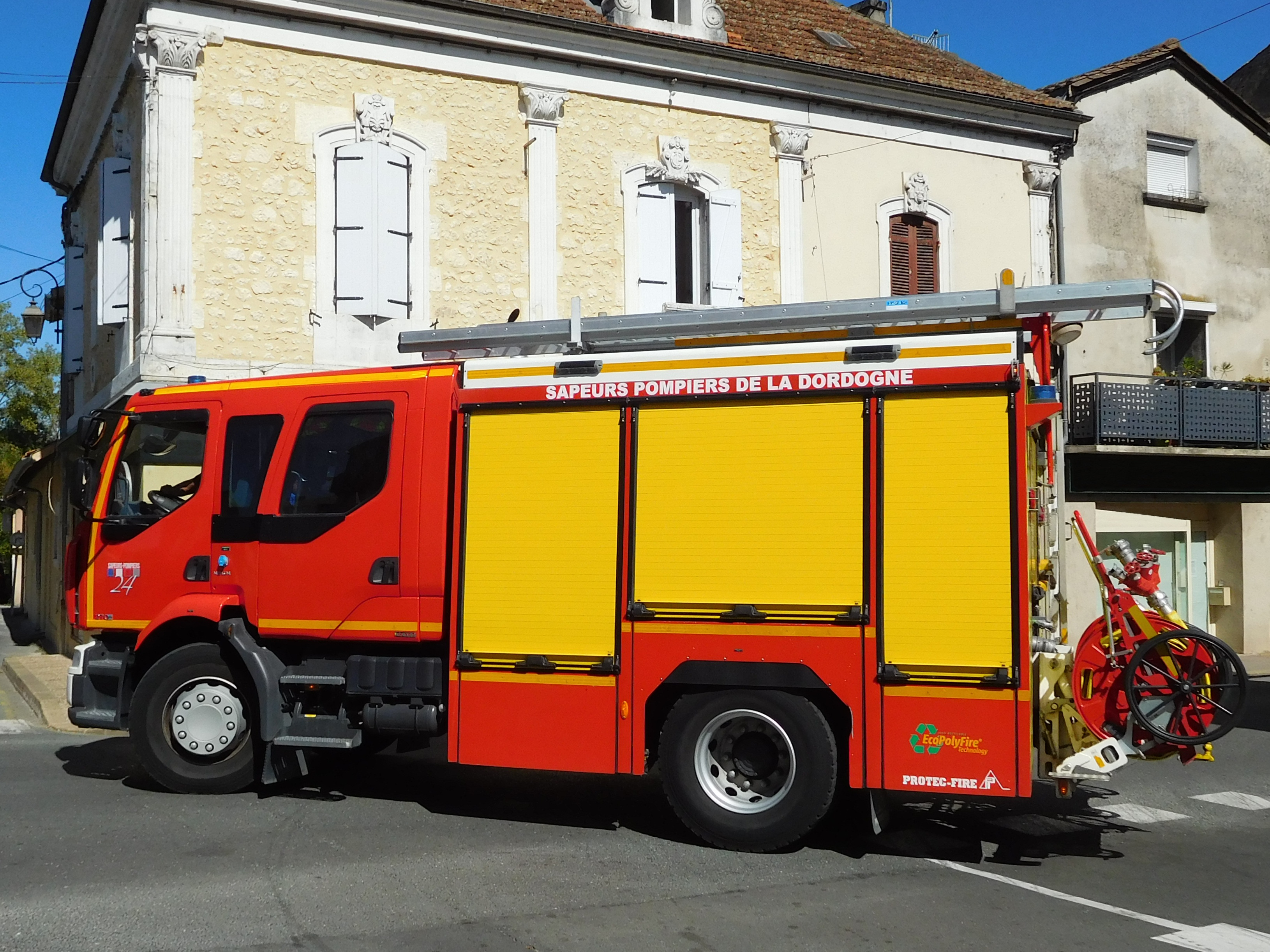
Франция[англ.] (красно-желтый)
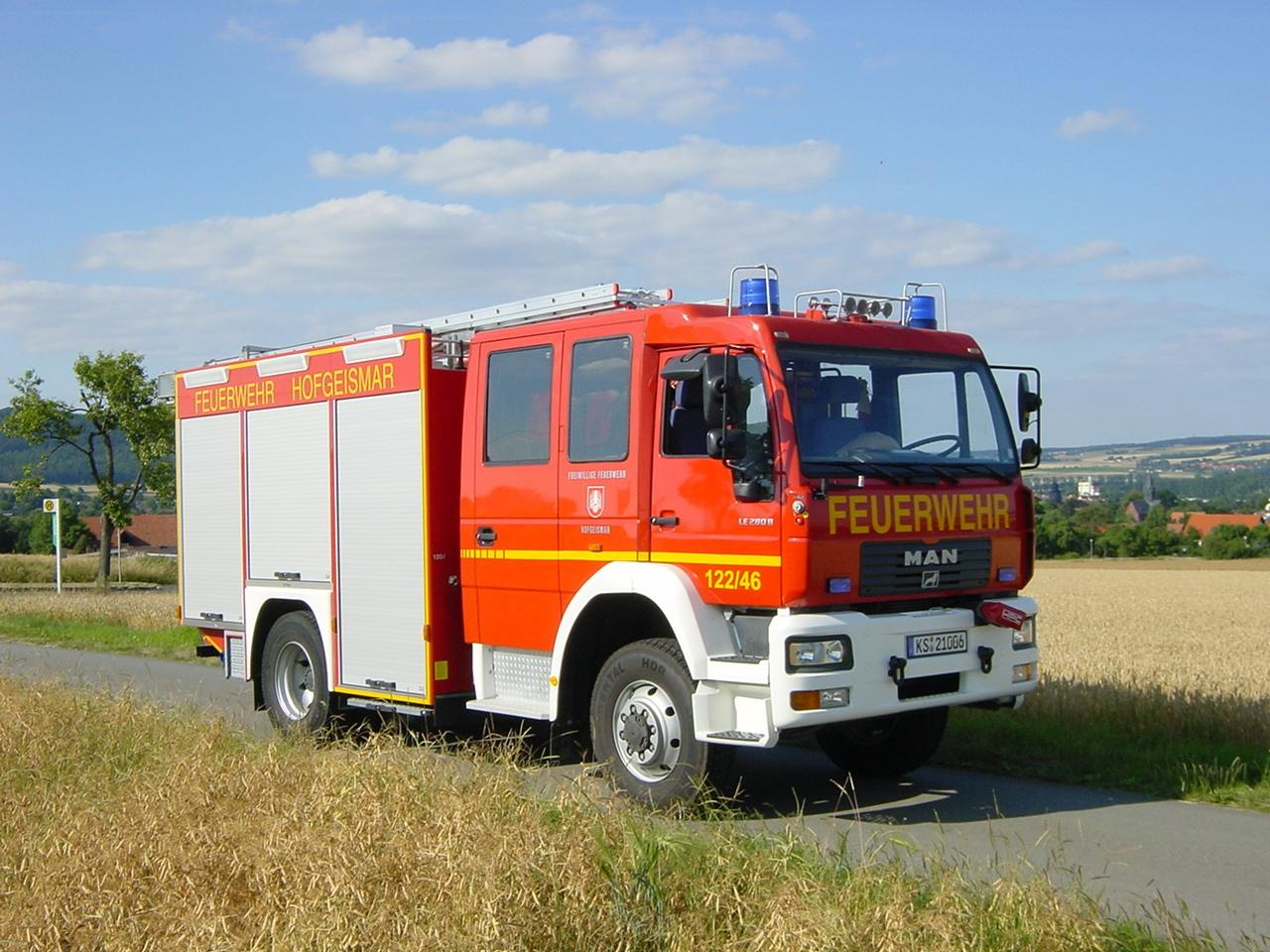
Германия (красный)
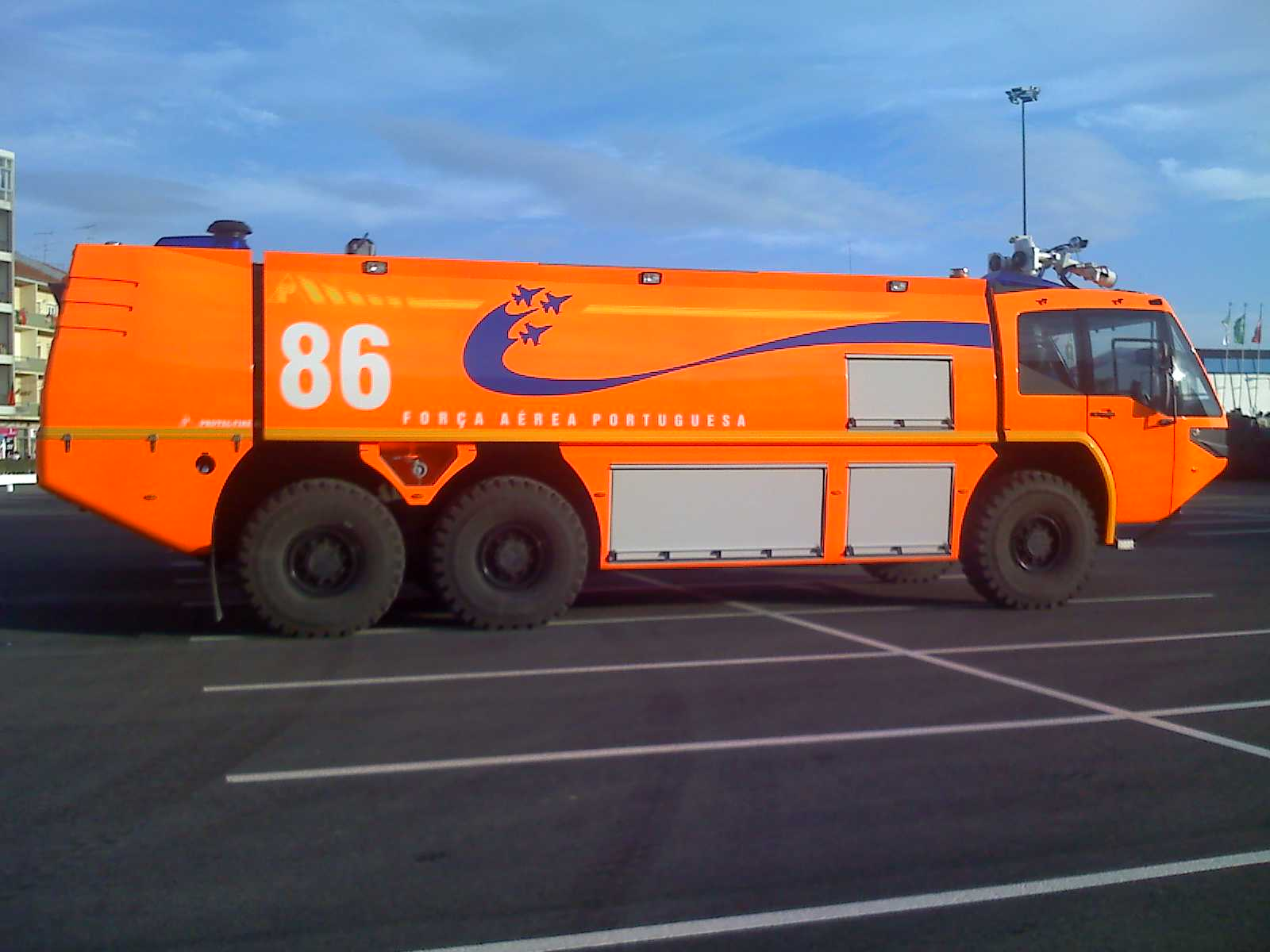
Португалия (оранжевый)
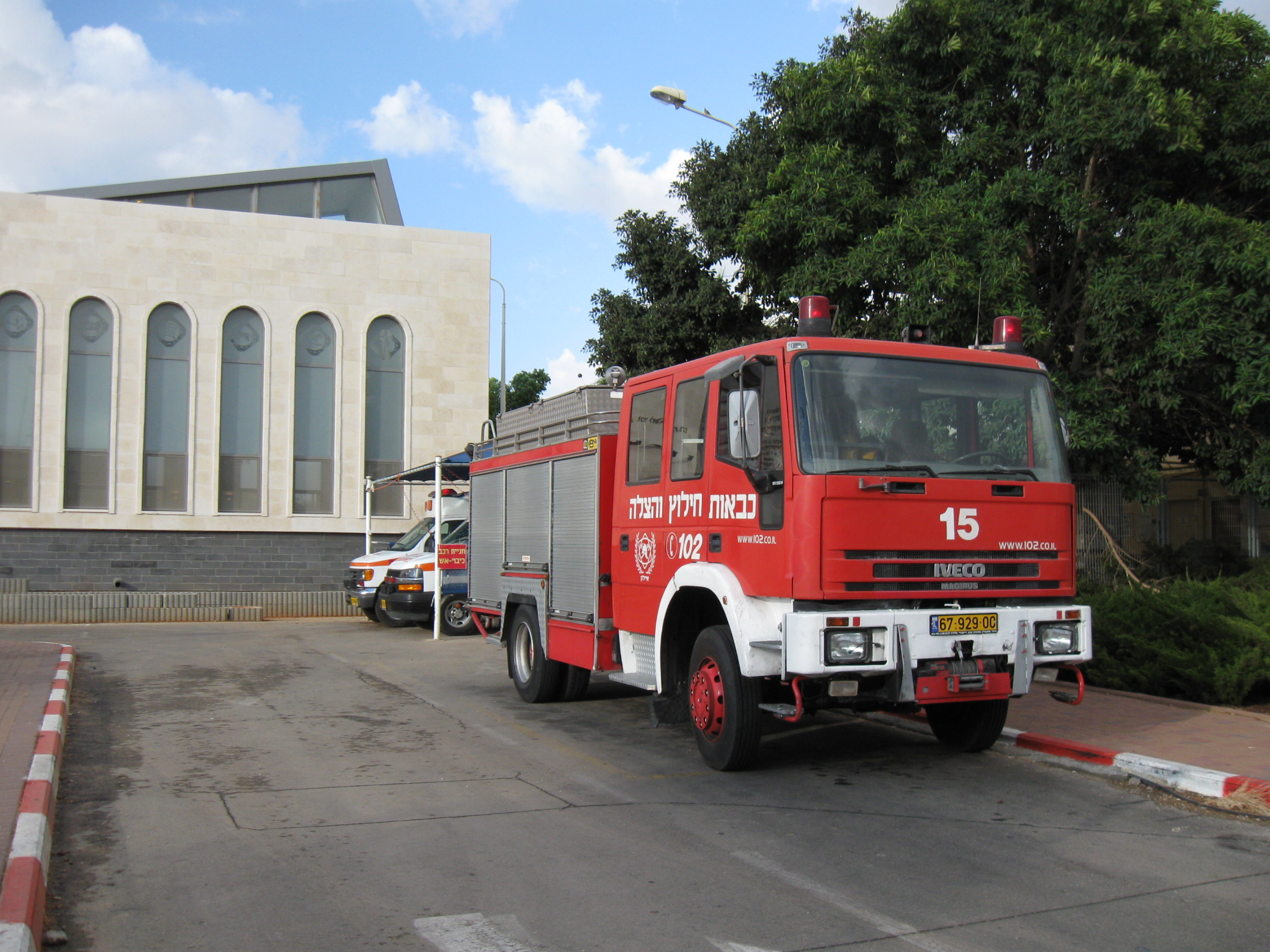
Израиль (красный)
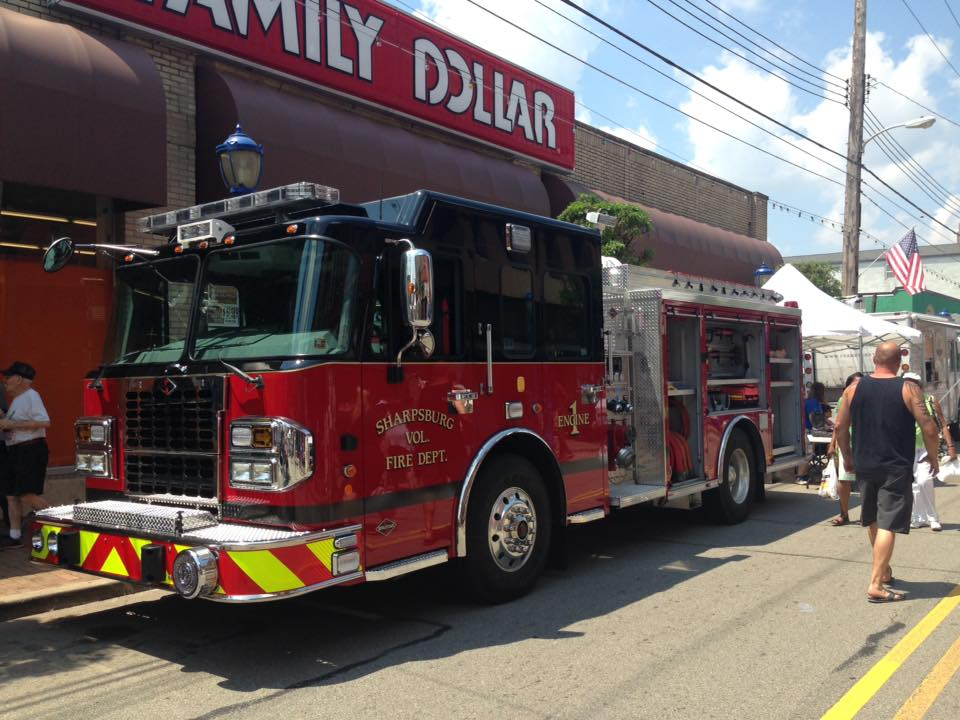
США[англ.] (различные цветографические схемы)
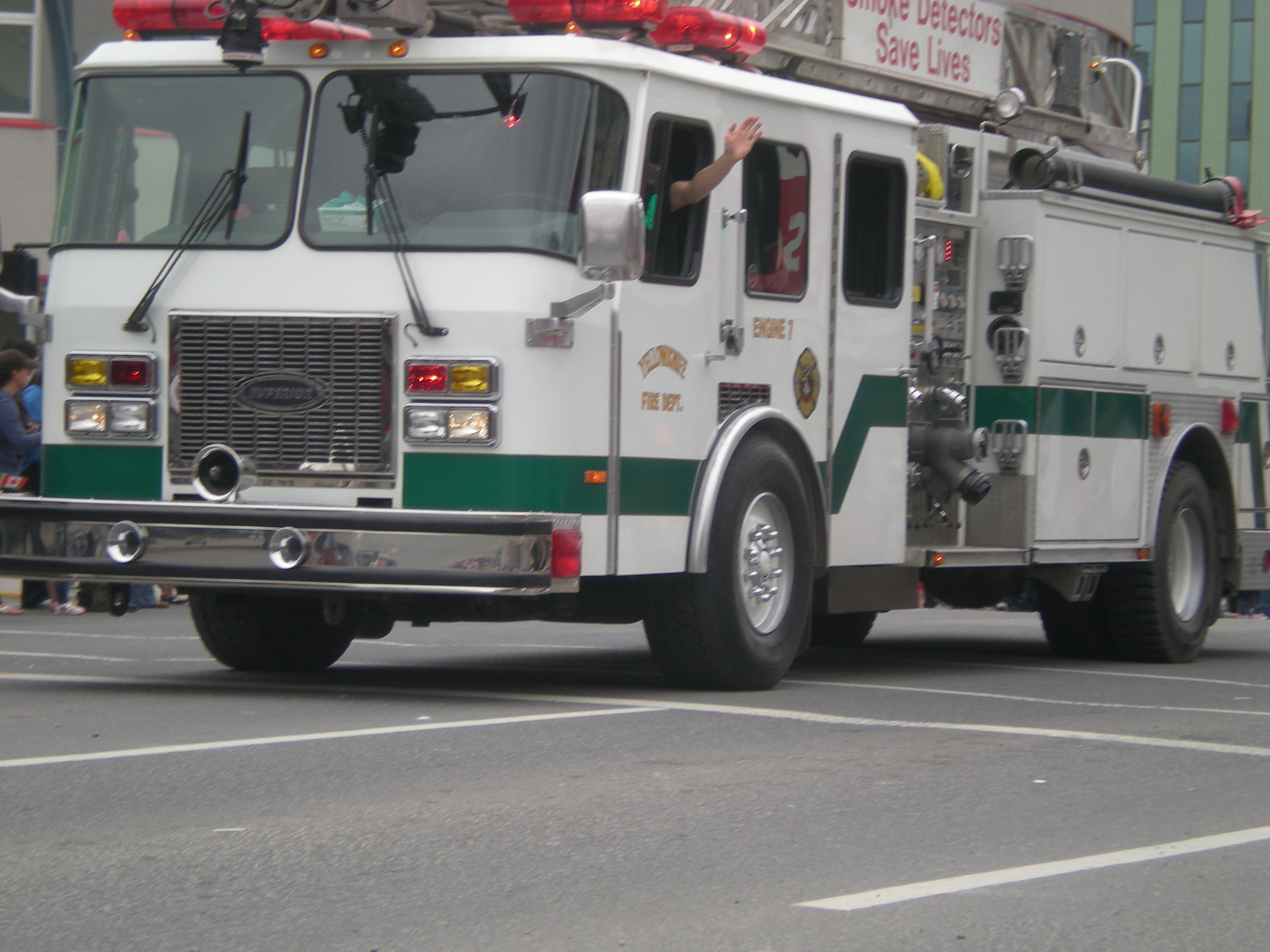
Канада (белый)
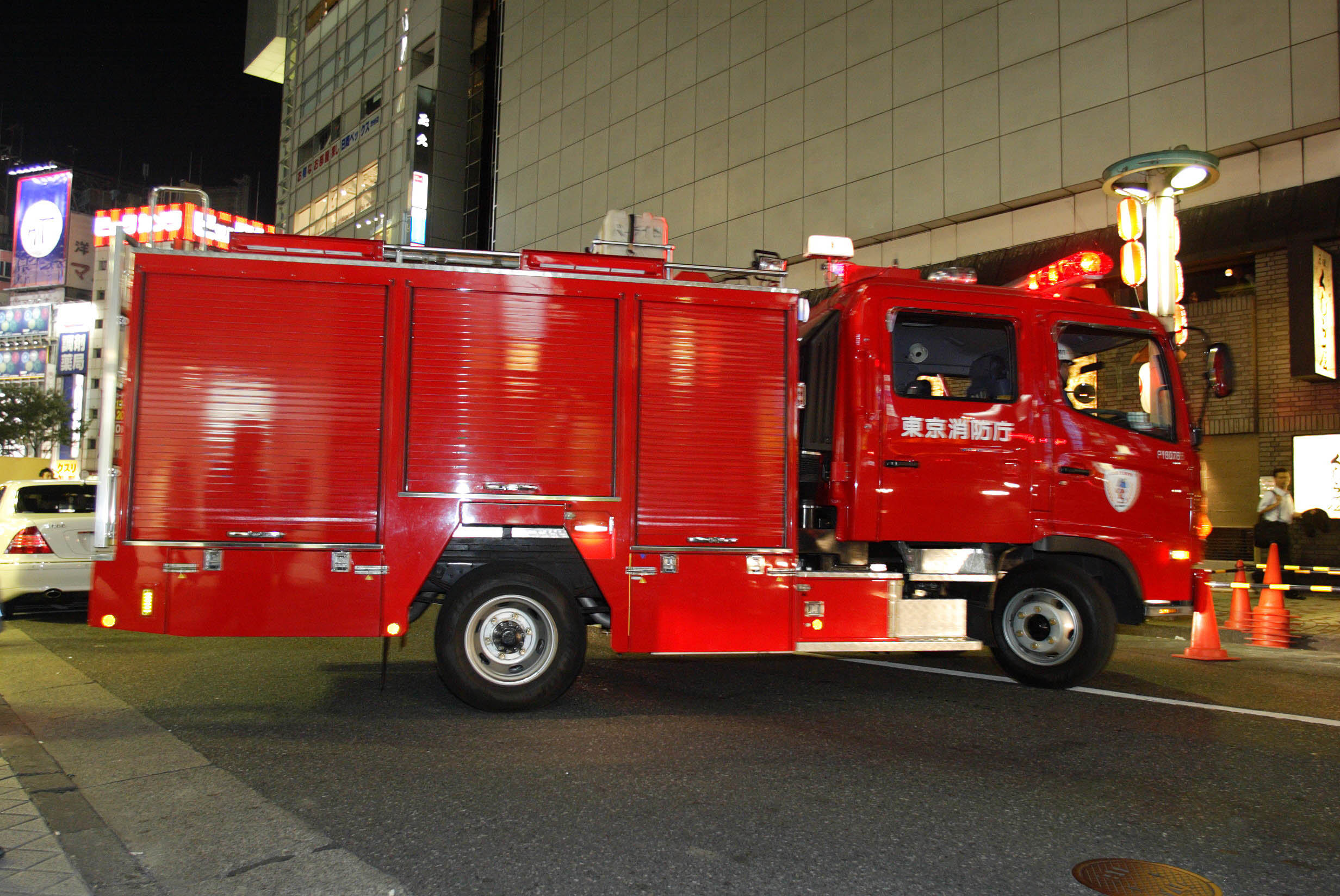
Япония[яп.] (красный)
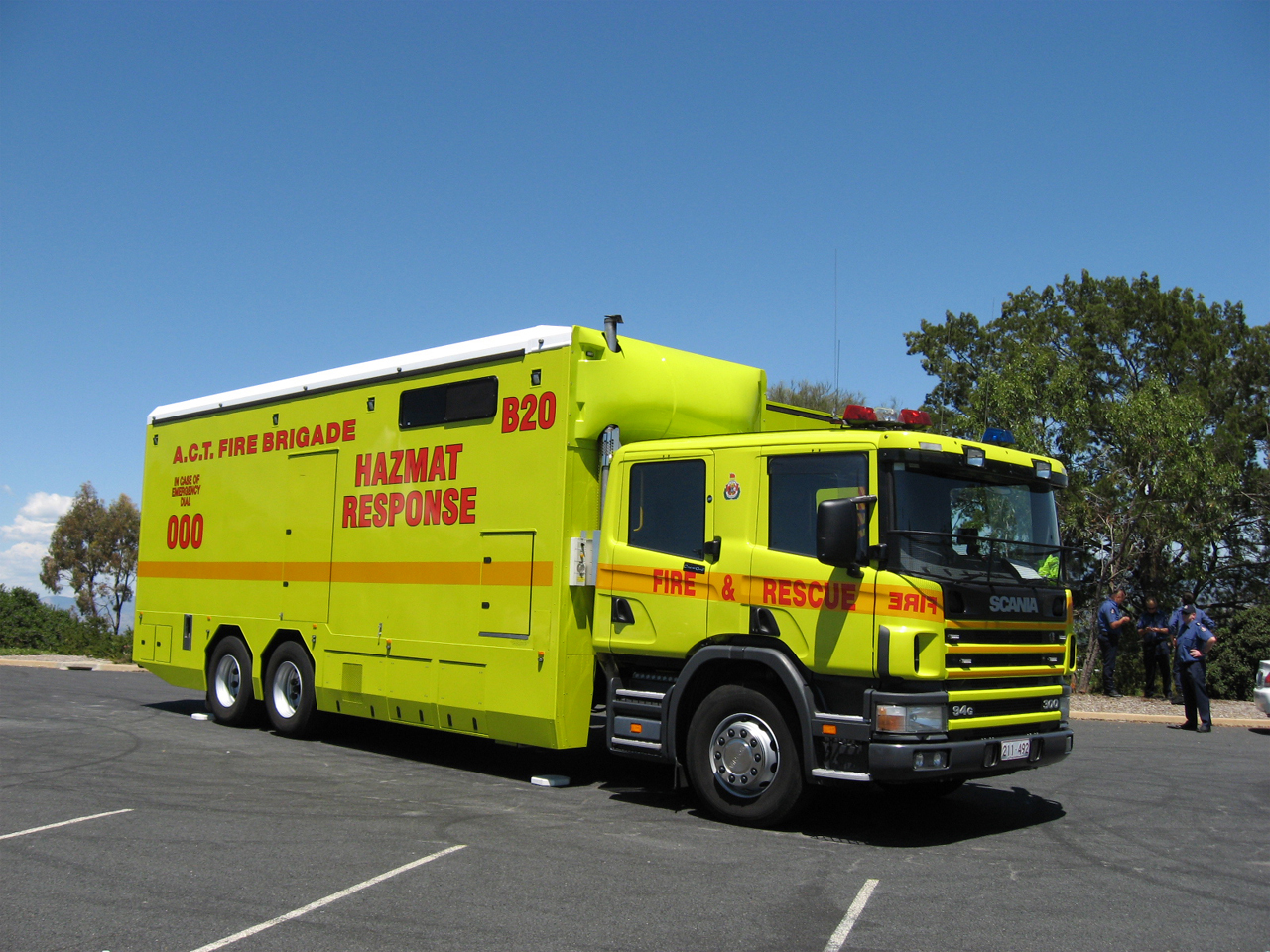
Австралия[англ.] (желтый)

Цветографические схемы пожарных автомобилей в России и большей части стран предусматривают окраску корпуса в красный цвет.
В России использование цветографических схем пожарной охраной регулируется законодательно. Транспортные средства пожарной охраны, используемые для осуществления неотложных действий по защите жизни и здоровья граждан, должны иметь нанесенные на наружную поверхность специальные цветографические схемы. Основной цвет покрытия наружной поверхности — красный, контрастирующий цвет декоративных полос или панелей — белый, информационная надпись и опознавательный знак должна содержать номер пожарной части, ведомственную, территориальную или иную принадлежность, буквенно-цифровое обозначение автомобиля.
Дизайн и конструктивные особенности пожарных машин в значительной степени ориентированы на использование как активных, так и пассивных предупреждающих сигналов и символов. Пассивные визуальные предупреждения включают использование высококонтрастных рисунков для повышения заметности транспортного средства. Предупреждения такого типа часто можно увидеть на старых автомобилях и автомобилях в развивающихся странах. В более современных конструкциях используются ретрорефлекторы для отражения света от других транспортных средств. Транспортные средства также часто имеют эти отражатели, расположенные в виде шеврона вместе со словами «пожар» или «спасение». В европейских странах обычно используется узор, известный как Баттенбергская разметка. Наряду с пассивными предупреждениями существуют активные визуальные предупреждения, которые обычно представляют собой мигающие цветные огни (также известные как «маяки» или «световые полосы»). Они мигают, чтобы привлечь внимание других водителей при приближении пожарной машины или предупредить водителей, приближающихся к припаркованной пожарной машине в опасном месте на дороге. Пока пожарная машина направляется к месту происшествия, огни всегда сопровождаются громкими звуковыми предупреждениями, такими как сирены и гудки. Некоторые пожарные машины в Соединенных Штатах окрашены в светло-желтый, а в не красный цвет из соображений безопасности и эргономики. Исследование, проведенное Управлением пожарной охраны США в 2009 году, пришло к выводу, что флуоресцентные цвета, включая желто-зеленый и оранжевый, легче всего заметить при дневном свете.

## История
Раннее устройство, используемое для распыления воды на огонь, было известно как разбрызгиватель или пожарный разбрызгиватель. Ручные разбрызгиватели и ручные насосы известны до того, как Ктесибий Александрийский изобрел первый пожарный насос примерно во 2 веке до нашей эры, а пример нагнетательного насоса, возможно, использовавшегося для пожарной машины, упоминается Героном Александрийским.
В 1650 году Ганс Хауч построил пожарную машину с баллоном со сжатым воздухом. Стоявшие по 14 человек каждой стороны перемещали поршневой шток вперед и назад в горизонтальном направлении. Воздушный резервуар, содержащий воздух под давлением, выпускал поток воздуха,  равномерный за счёт обратного движения поршня. Вращающаяся труба, установленная на шланге, позволяла струе достигать высоты до 20 м (65,6 футов). Каспар Шотт наблюдал за пожарной машиной Хауча в 1655 году и написал о ней в своей книге Magia Universalis.

### История пожарных автомобилей в России и СССР

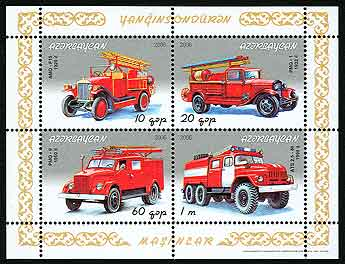

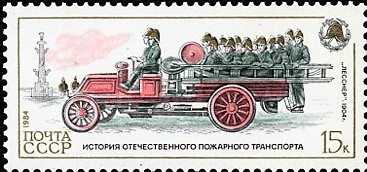
Автомобиль производства общества «Г. А. Леснер», 1904 год
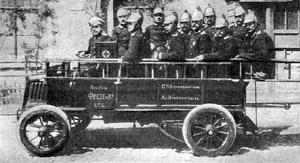
Пожарный автомобиль «Фрезе», 1904 год
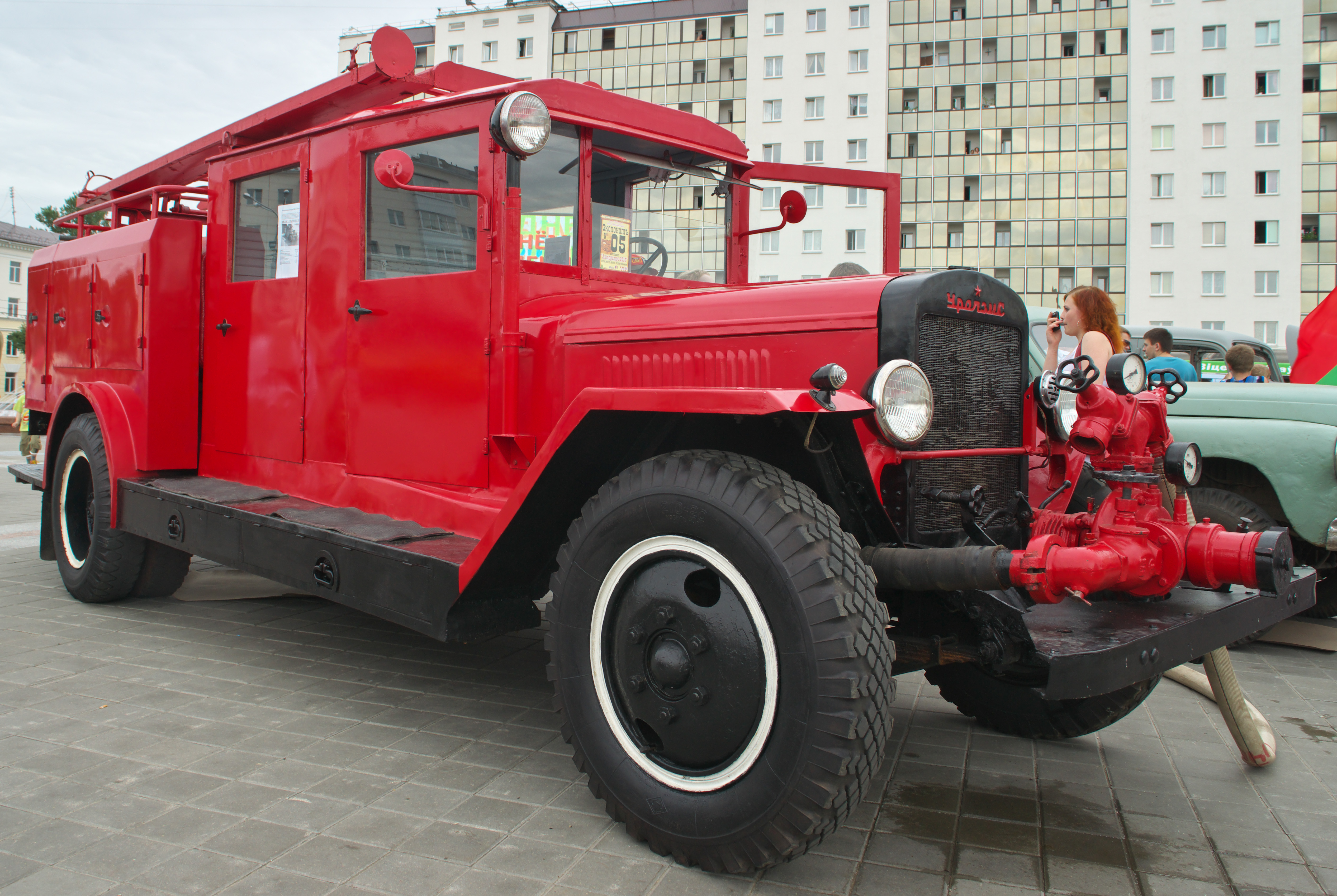
Пожарный автомобиль ПМЗ-8 1940-х годов
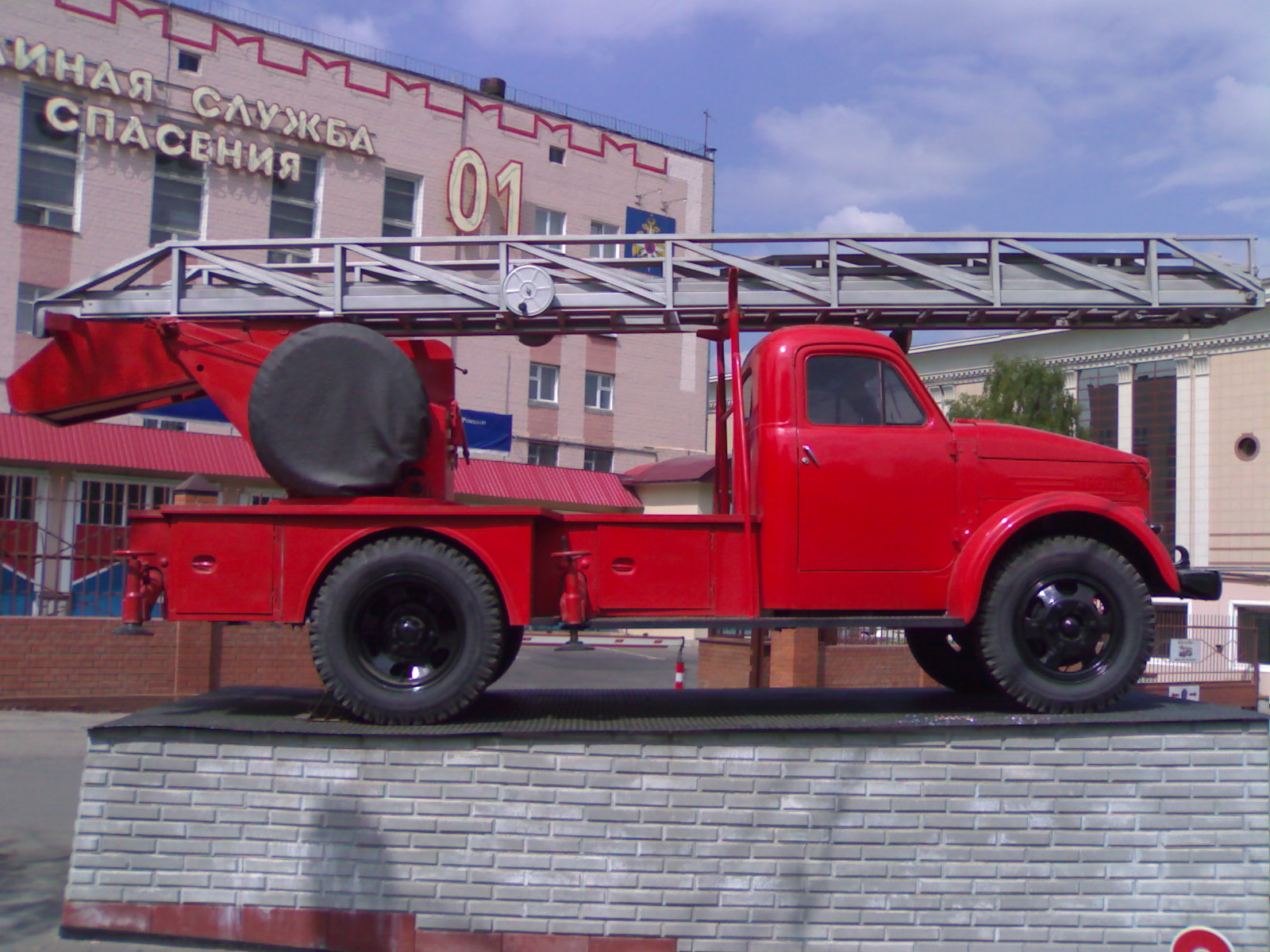
Пожарный автомобиль ГАЗ-51
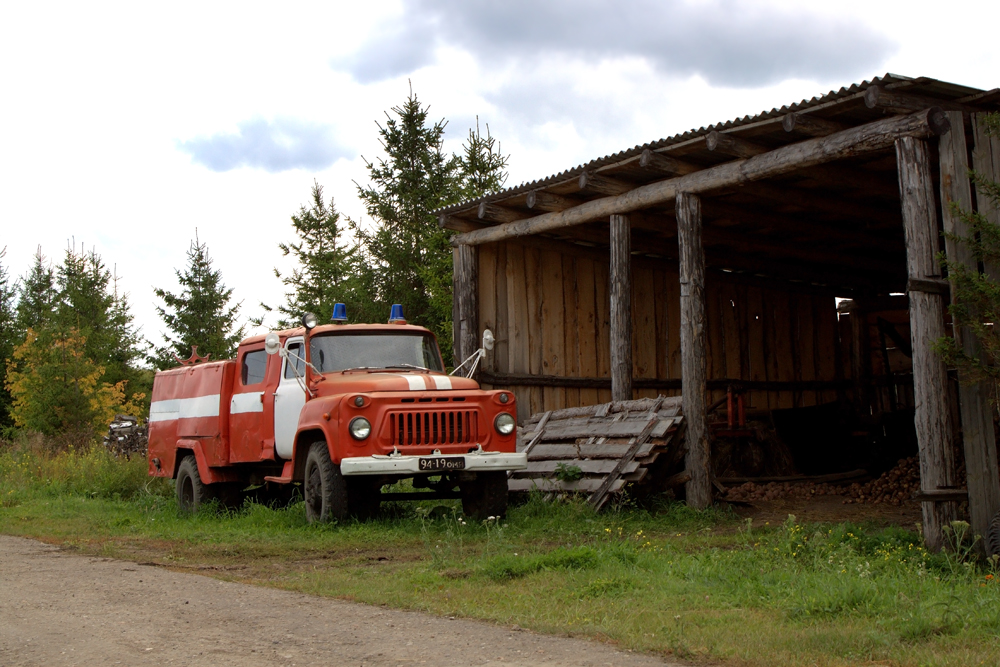
Пожарный автомобиль ГАЗ-53

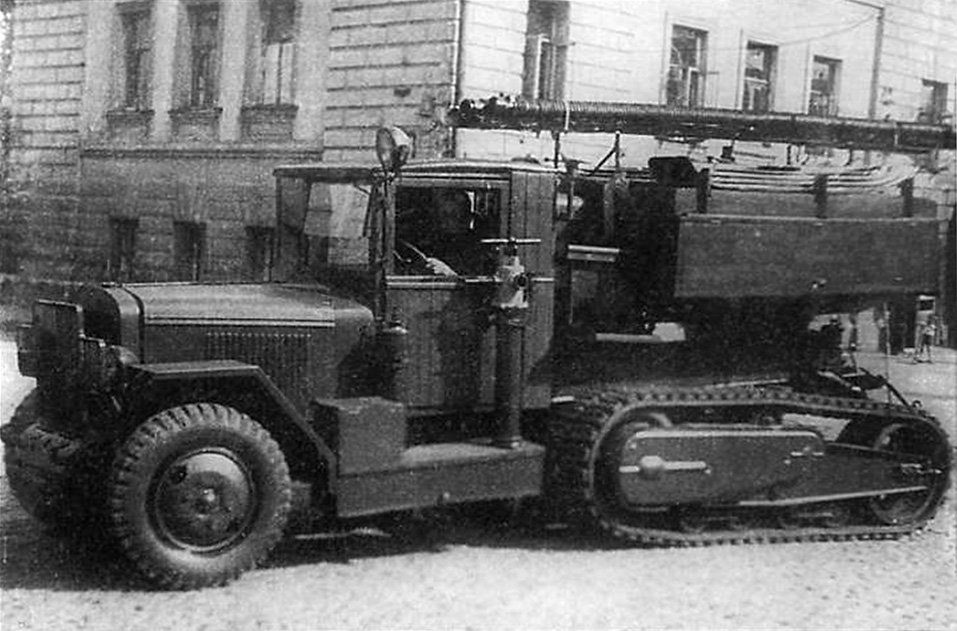
Пожарный автомобиль ЗИС-42

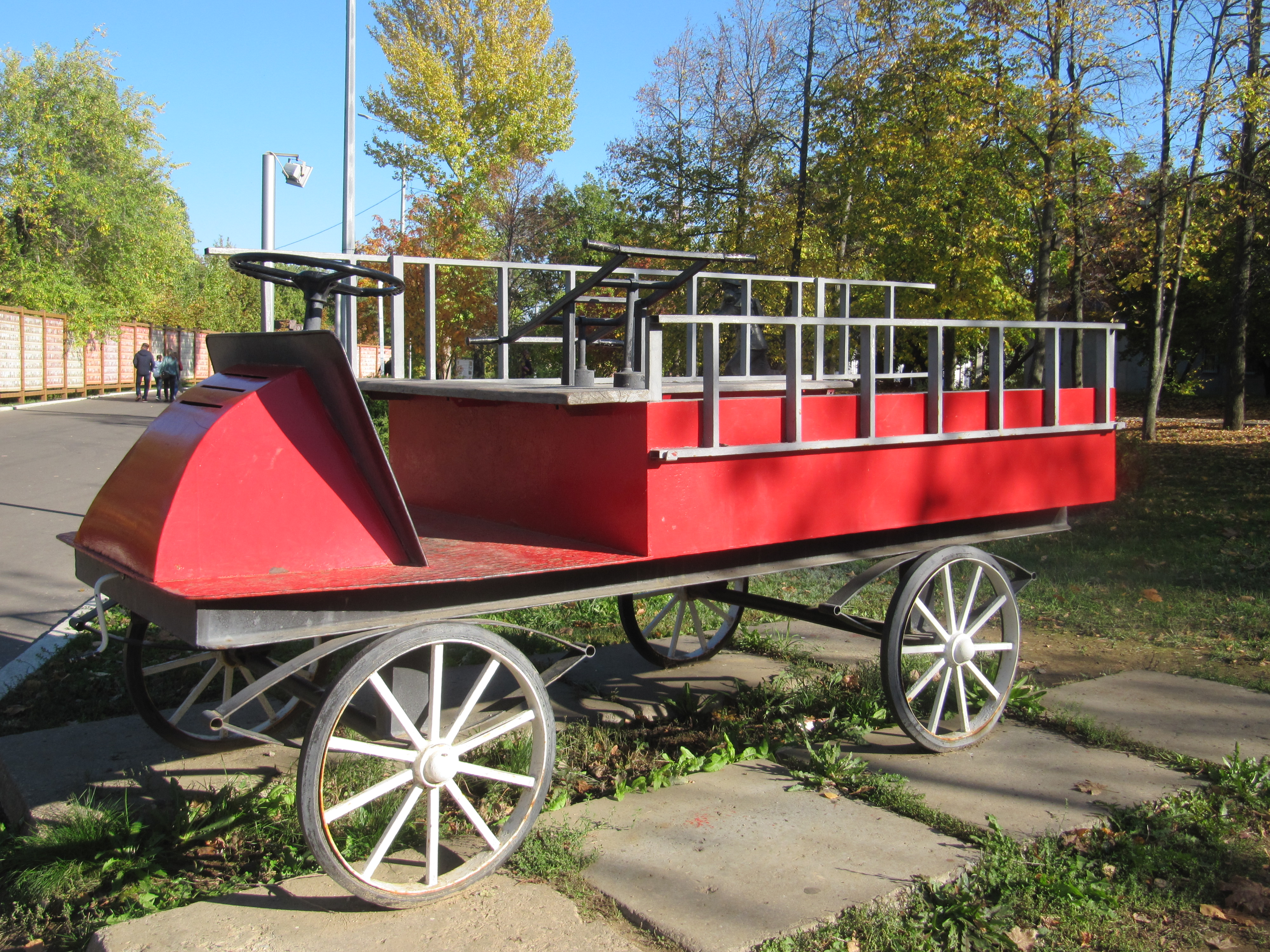
Пожарный автомобиль Фрезе

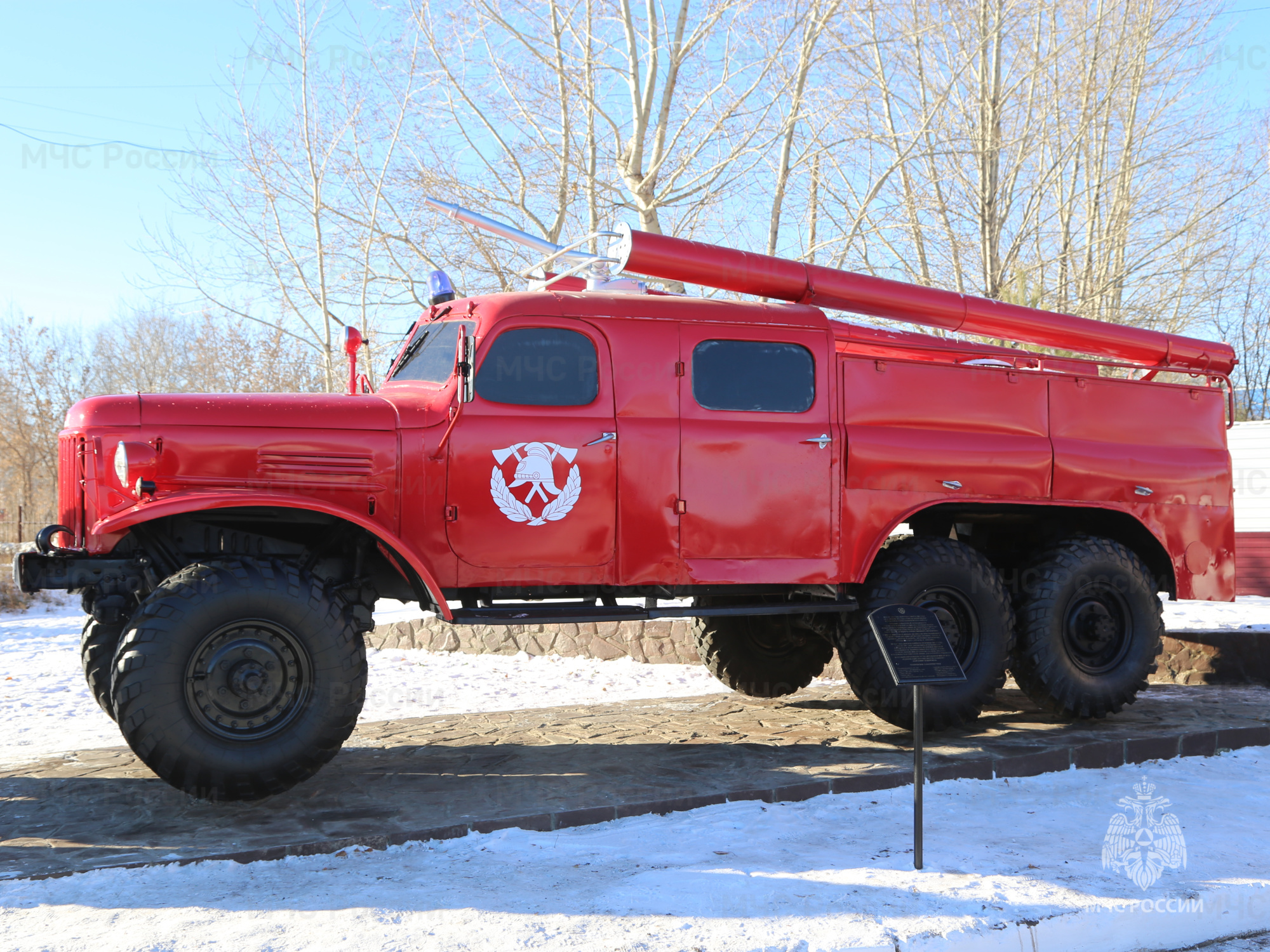
Пожарный автомобиль ЗИЛ-157

Первый в России пожарный автомобиль был построен в 1904 году на фабрике фирмы «Фрезе и К°». Автомобиль был оснащён одноцилиндровым двигателем мощностью 8 л.с., предназначался для доставки к месту пожара противопожарной команды из десяти человек. В состав оборудования входили две лестницы, стендер (колонка гидранта) и рукава длиной 80 саженей. В том же году пожарный автомобиль на шасси от «Даймлер», оснащённый цистерной, насосом, стендером, пожарными рукавами и предназначенный для перевозки противопожарной команды из 14 человек, был построен петербургским обществом «Г. А. Леснер». Первый пожарный автомобиль для Москвы построили также на фирме «Г. А. Леснер» в 1908 году. В 1913 г. Русско-Балтийский вагоностроительный завод выпустил несколько пожарных автомобилей на шасси «Руссо-Балт-Д24-40».
В 1890-х годах обер-полицмейстер г. Москвы Власовский А. А. изобрел свето-звуковую сигнализацию (прообраз будущих проблесковых маячков) на пожарных обозах. В ночное время все пожарные экипажи ездили с пылающими факелами в ведрах с керосином, подвешенных на палках, что производило сильнейшее впечатление на горожан. Также его авторству принадлежит идея звуков из сигнальных рожков при проезде обоза для предупреждения экипажей и пешеходов, как и звуковые команды распроряжавшегося тушением бранд-майора или самого обер-полицмейстера, при которых выезжали два верховых горниста.
После революции в России осталось около десятка действующих пожарных автомобилей. В начале 1920-х годов начали появляться самодельные пожарные автомобили. Старые грузовые автомобили переделывались в автолинейки. Имелись также автобочки, доставлявшие на пожар воду. Некоторые команды для оказания первой помощи использовали, так называемую, «газовку» или «газшприц». На такой машине размещали небольшую (до 500 литров) цистерну, баллон со сжатым воздухом или углекислым газом (давлением до 110 кг/см²). Подавая воздух или газ из баллона в цистерну, в ней создавали давление 2—3 кг/см², что обеспечивало дальность выброса струи до 30 м из водомётного ствола. За непродолжительное время действия такой машины пожарные успевали развернуть и запустить в работу основную технику. Однако после использования запаса газа такой автомобиль оказывался бесполезным и не мог использовать мощность собственного двигателя для участия в тушении пожара. В настоящее время существует автомобиль первой помощи АПП-1,8-10 (Валдай-33104)-87ВР, у которого подача воды осуществляется её вытеснением из ёмкости сжатым воздухом.
В период 1926—1932 годов в СССР было начато планомерное производство пожарных автонасосов. Первой такой автомашиной был автонасос АМО-Ф-15. Грузоподъемность шасси 1,5 т, мощность двигателя 30 кВт. Коловратный насос мог подавать 720—940 л/мин воды. Её запас на машине был 350 л, противопожарный (боевой) расчёт состоял из 8 человек.
Первый пожарный автомобиль в СССР, предназначенный для освещения места тушения ночного пожара, изготовили сотрудники Ленинградской Государственной пожарной охраны в 1929 году. На шасси грузовика Я3 установили распределительный редуктор от пожарного автонасоса, электрогенератор мощностью 5 кВт с напряжением 127 В, понижающий трансформатор для питания прожекторных ламп на 12 В. В кузов грузили прожекторы и разнообразный инструмент. Предусматривалась возможность подключения трансформатора к ближайшей электрической подстанции. В дальнейшем прожекторный автомобиль сделали на базе автобуса ЗИС-8. Салон разделили на три отсека. В заднем установили электрогенератор, на перегородке закрепили шесть прожекторов мощностью по 500 Вт. В среднем разместили 12 прожекторов мощностью по 250 Вт и два по 1000 Вт. Восемь катушек электрокабеля длиной по 50 метров в каждой размещались в ящиках, подвешенных к подножкам машины. В переднем отсеке размещался пульт управления освещением и боевая одежда пожарных.
В СССР пожарные автомобили выпускались на шасси серийных грузовых автомобилей ГАЗ, ЗИЛ, КАМАЗ, УРАЛ. Установкой специализированного оборудования на автомашины занимались, в частности, Торжокский машиностроительный завод и Варгашинский завод противопожарного и специального оборудования.

## Типы
Основные пожарные автомобили являются машинами, которые должны быть в любой пожарной части (автоцистерны, автонасосы, насосно-рукавные автомобили). Эти автомобили используются для тушения пожаров водой и пеной, служат для доставки к месту пожара личного состава, воды, пенообразователя, пожарно-технического вооружения. Наибольшее количество среди выпускаемых пожарных автомобилей составляют автоцистерны. Они могут применяться как самостоятельно, так и в комплексе с другими типами пожарных машин:7. При тушении пожаров в разнообразных условиях необходимо применение специальных типов пожарных автомобилей (автолестницы, воздушно-пенного тушения, порошкового тушения, аэродромные и др.). Машины этой группы применяются обычно с другими пожарными автомобилями:101. Существуют комплекты пожарных автомобилей, например: насосная станция и рукавный автомобиль:102.

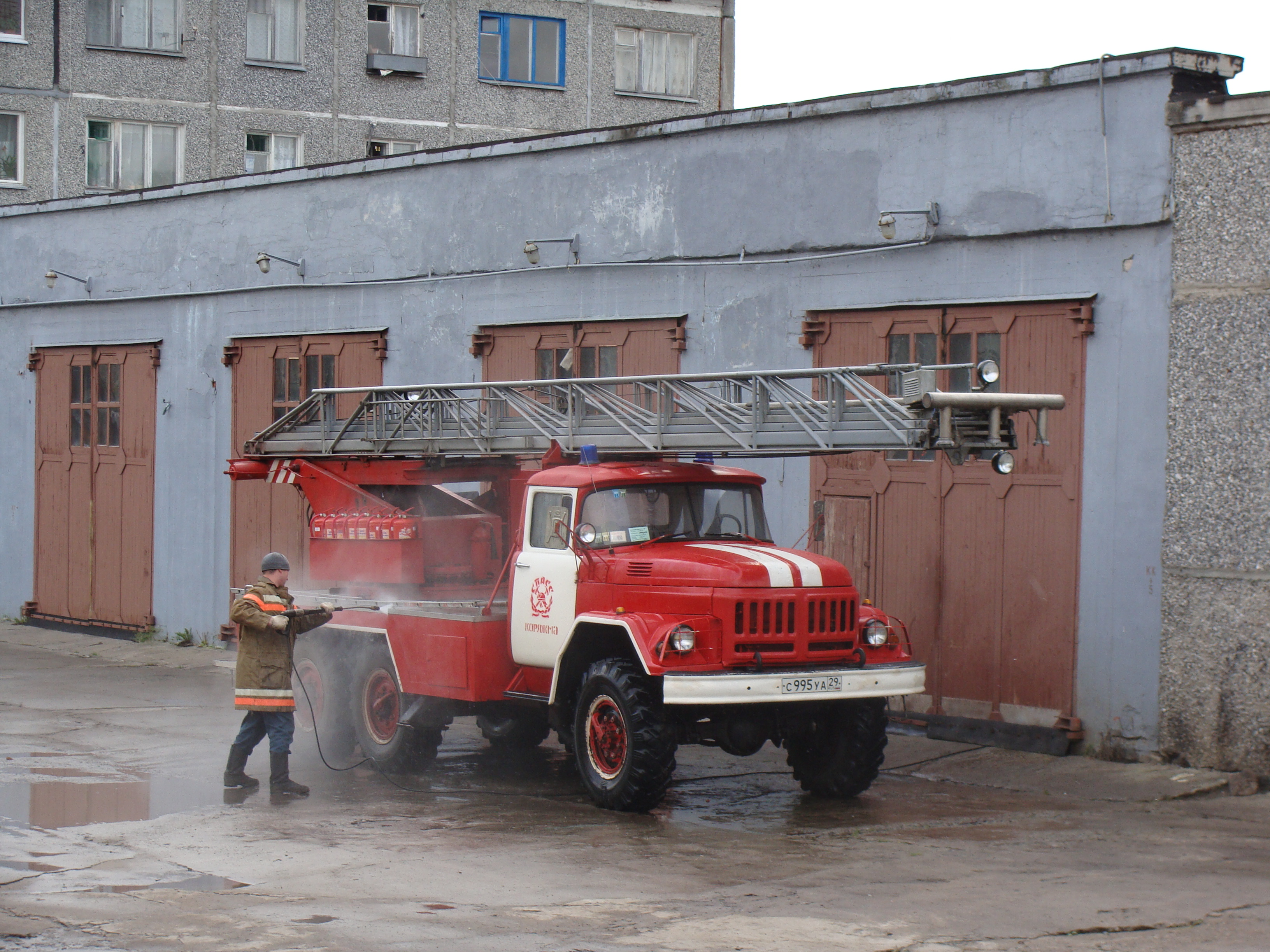
Автолестница пожарная
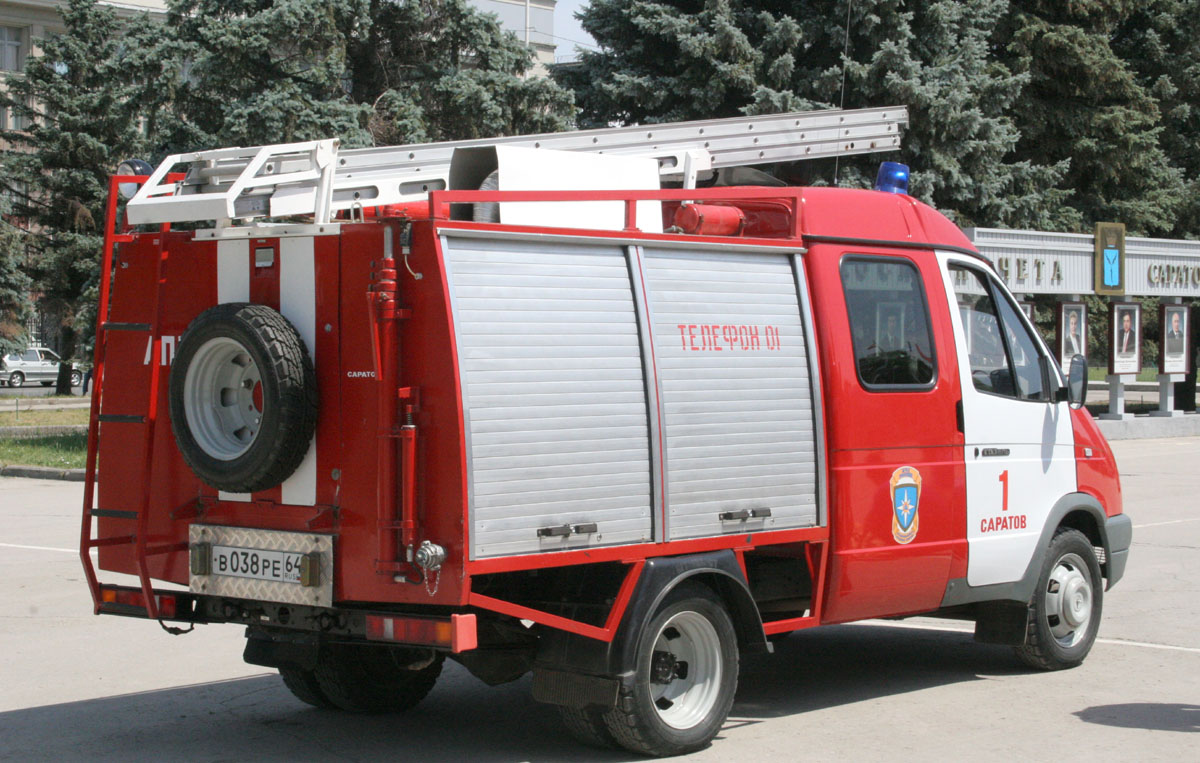
Пожарно-спасательный автомобиль на базе «Газели»
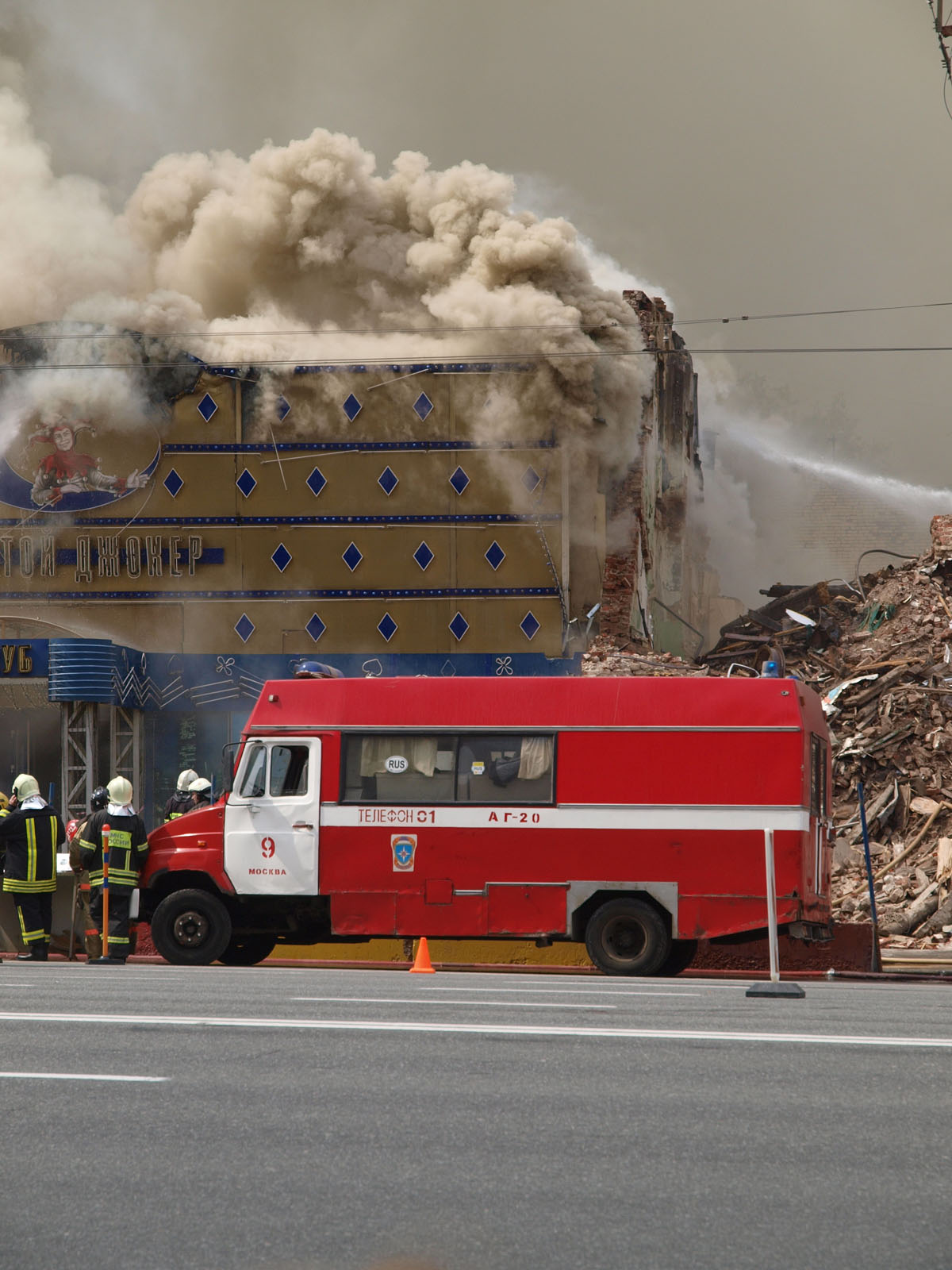
Автомобиль газодымозащитной службы
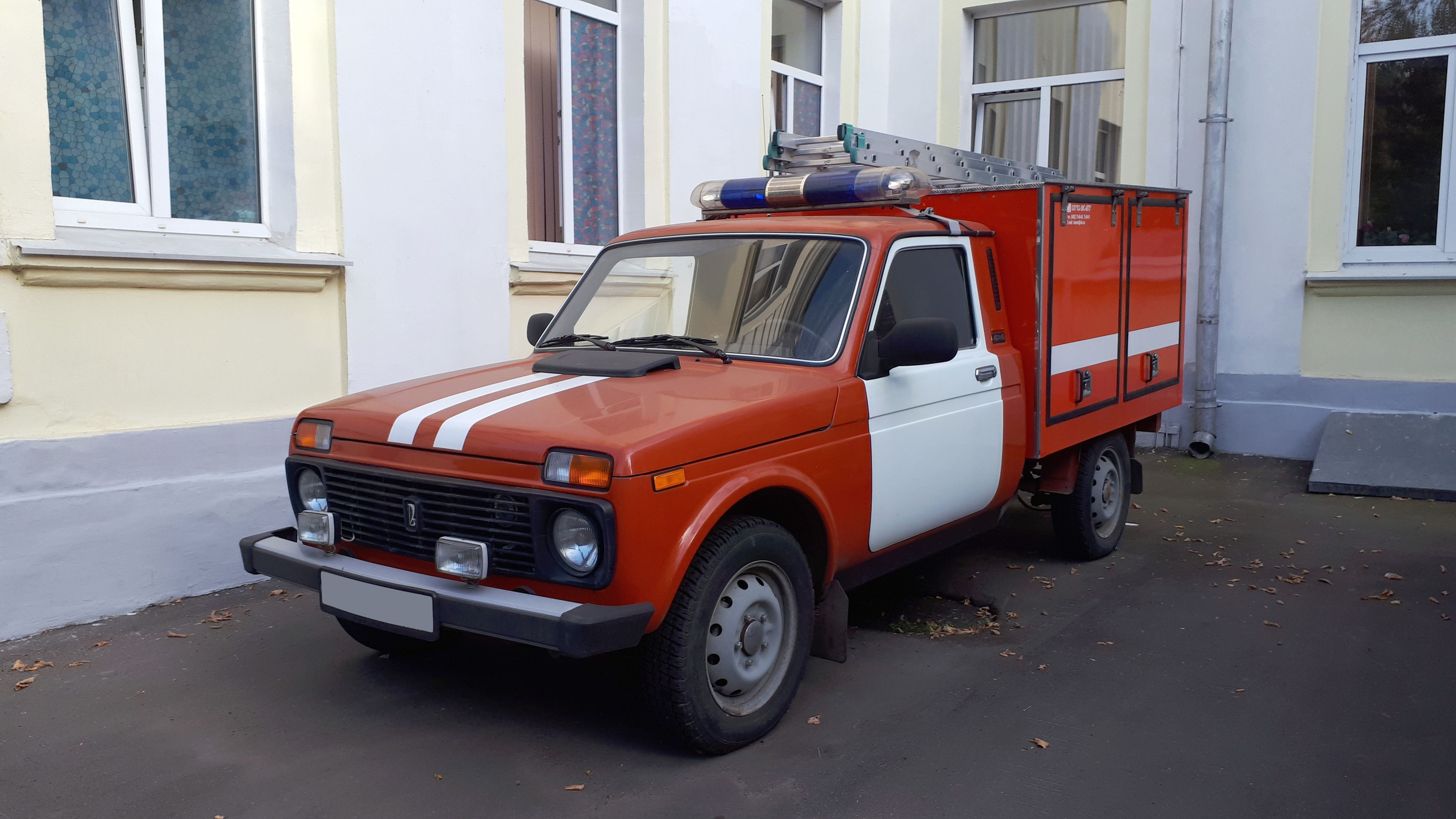
Пожарно-спасательный автомобиль на базе «Нивы»
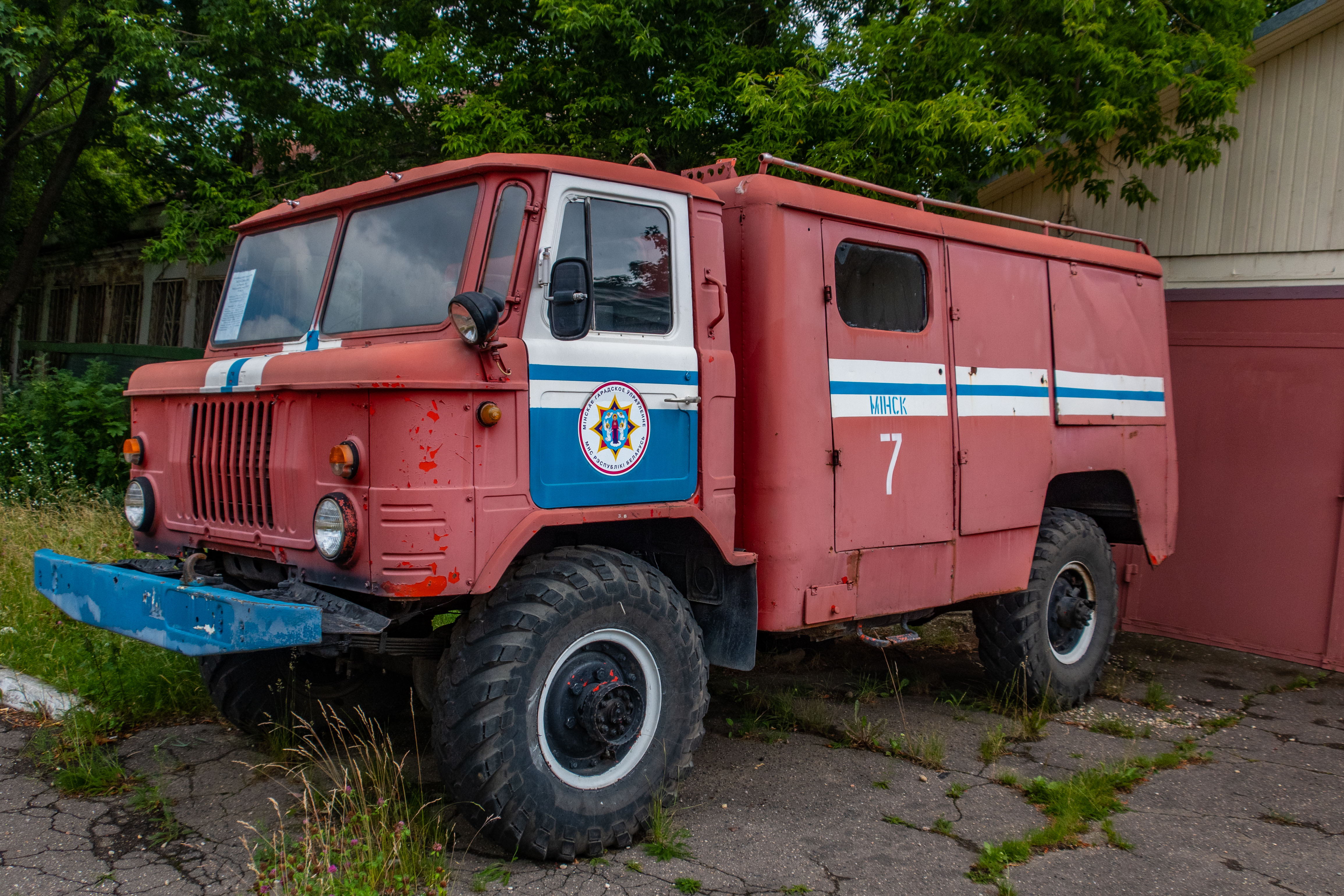
Автомобиль связи и освещения на базе ГАЗ-66
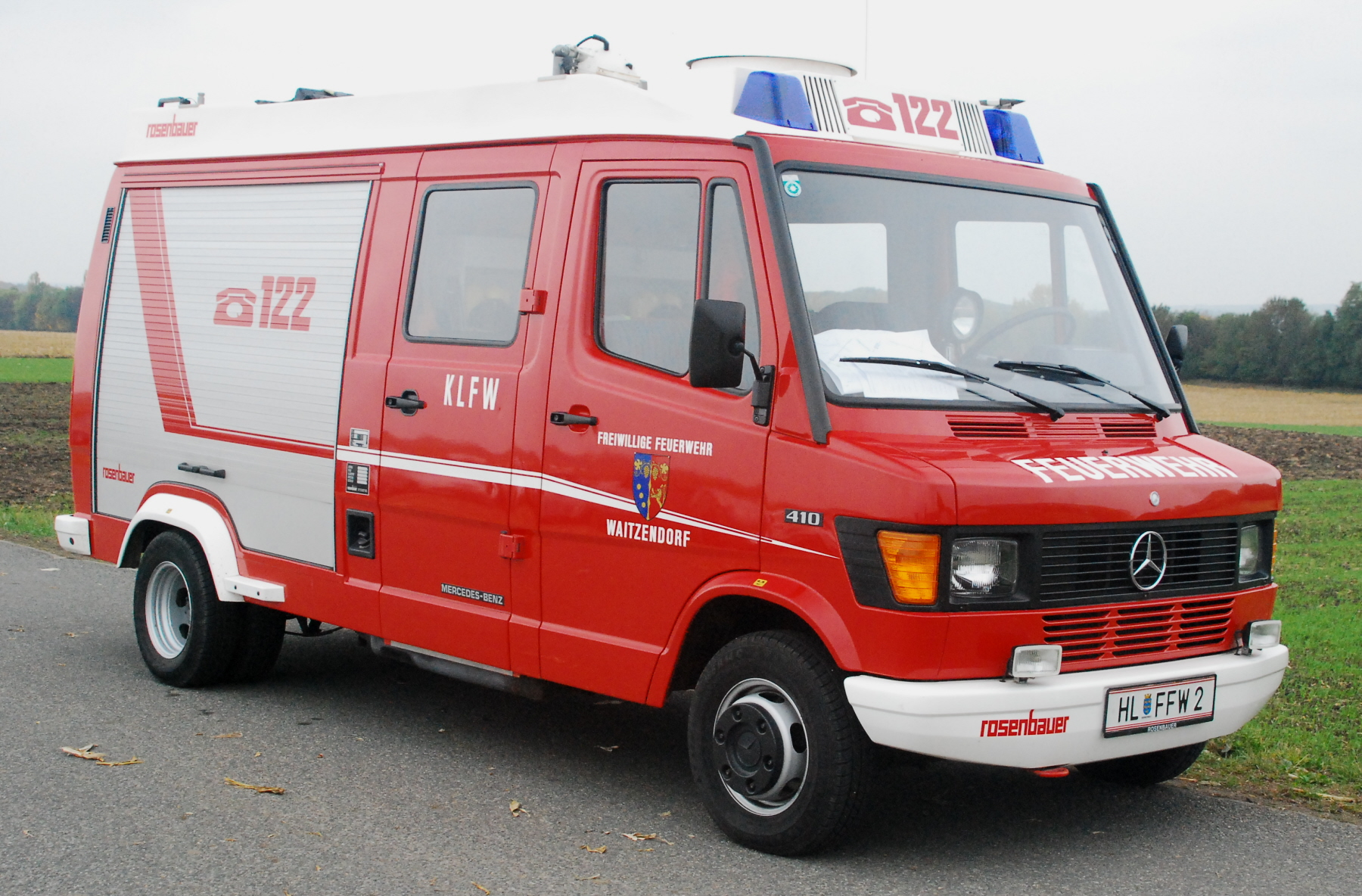
Пожарно-спасательный автомобиль на базе Mercedes-Benz T1 410D

### Мобильные средства пожаротушения в ЕАЭС

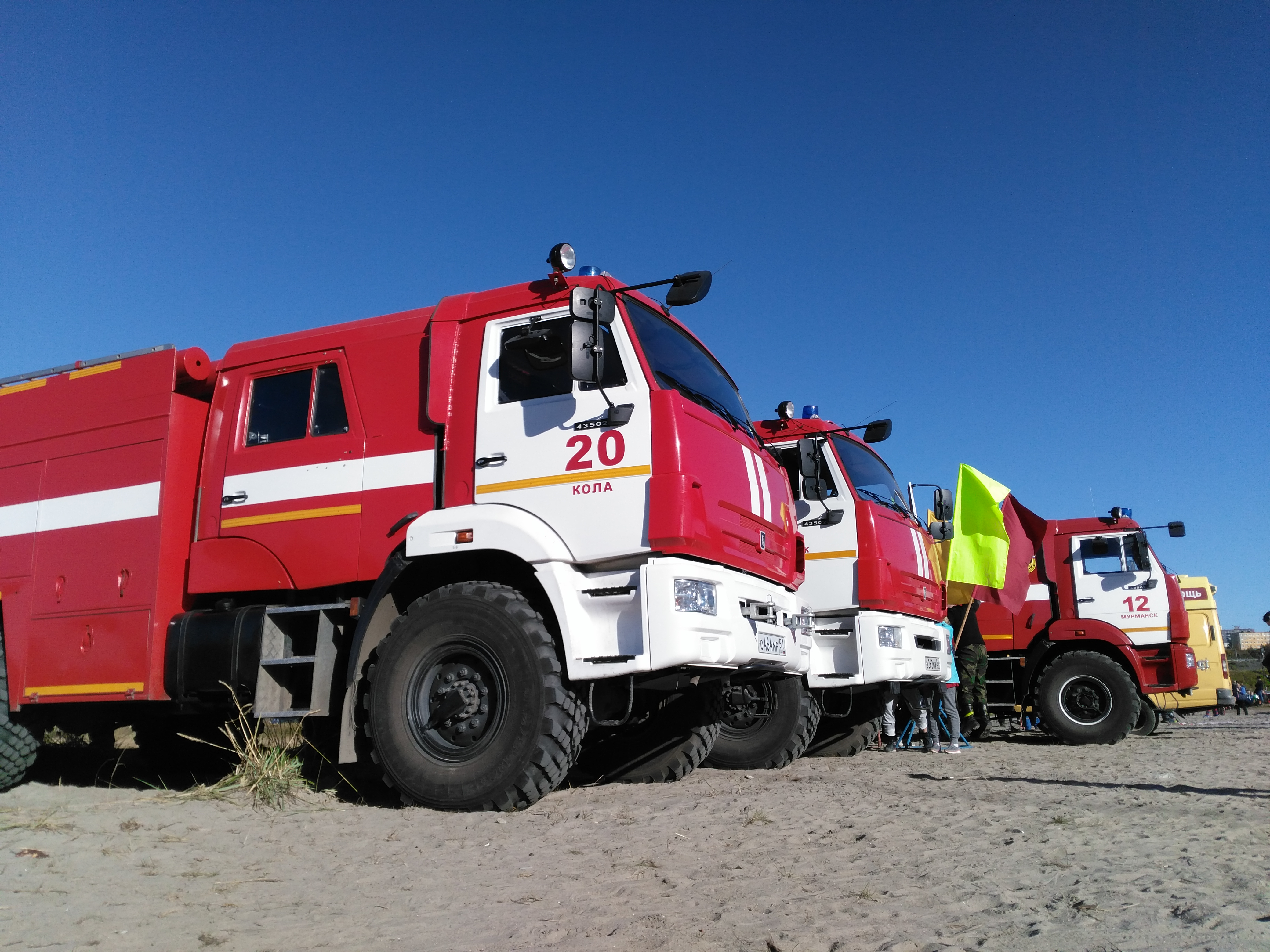
Пожарные автомобили — транспортные средства

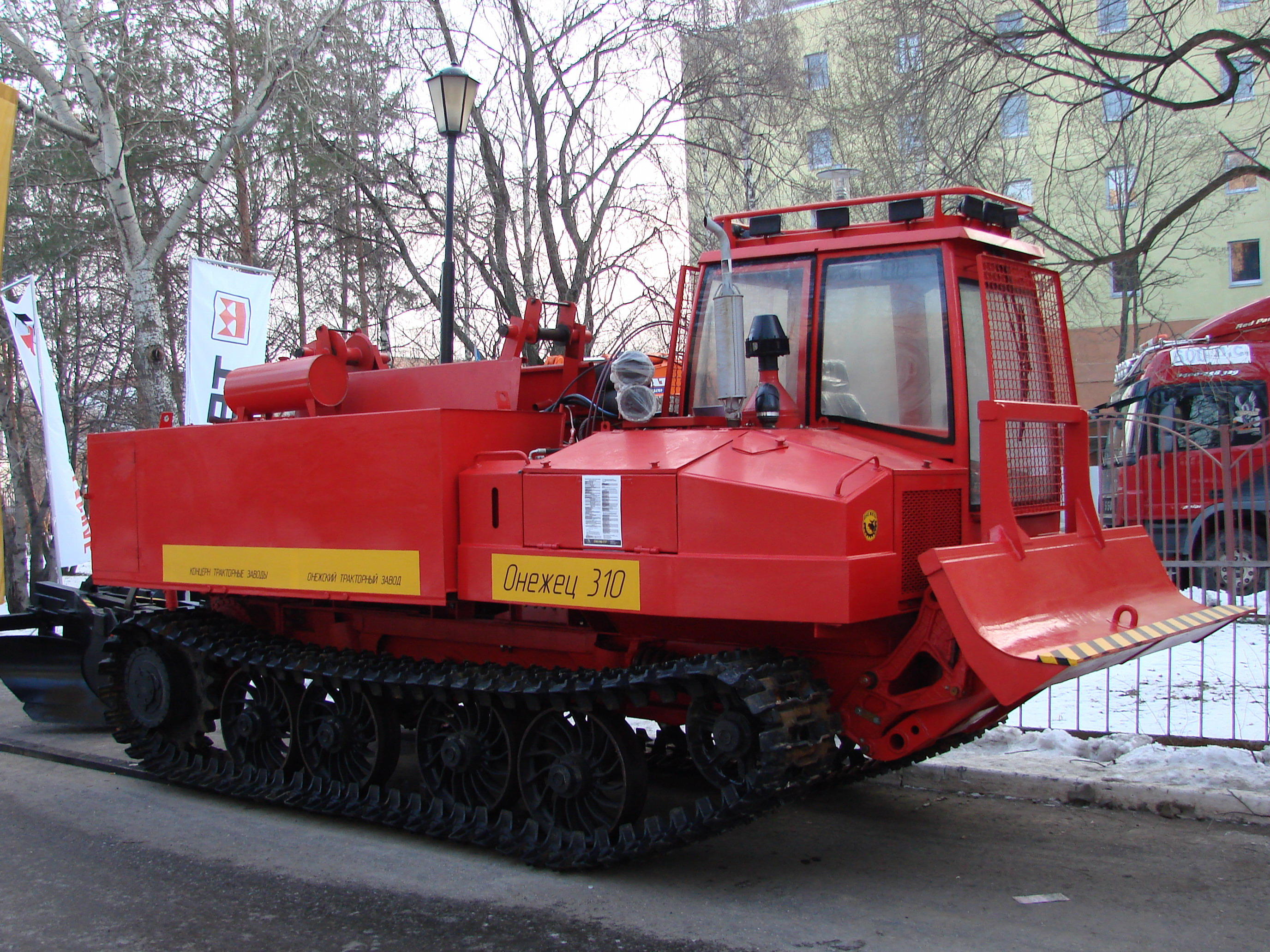
Мобильное средство пожаротушения — лесохозяйственный трактор

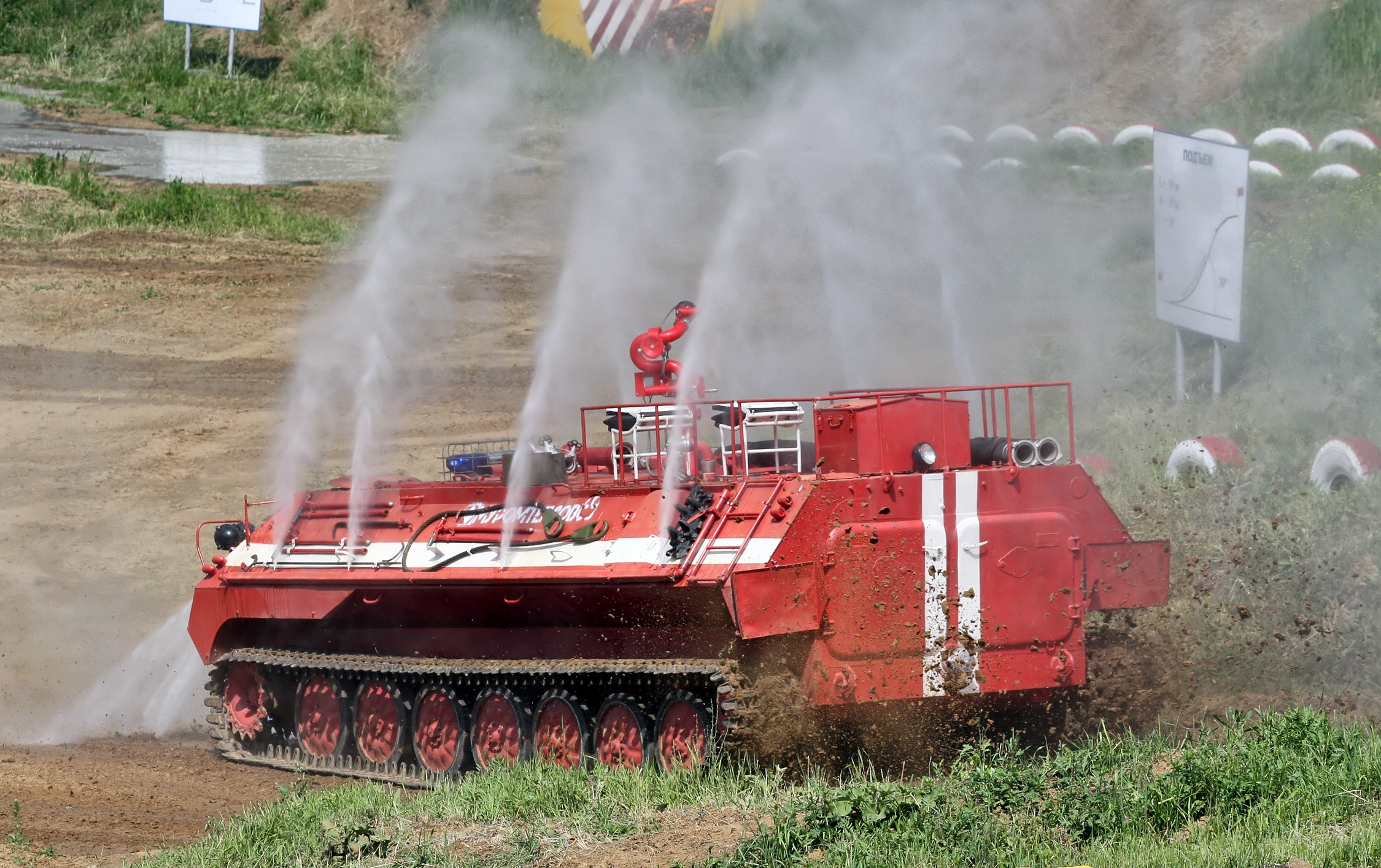
Мобильное средство пожаротушения — самоходная машина

Пожарный автомобиль (в рамках требований к транспортным средствам) — специальное транспортное средство, предназначенное для выполнения специальных функций, для которых требуется специальное оборудование:п.6, прил. N 1, п.1.3. Также существуют мобильные средства пожаротушения, требования к которым предъявляются как к сельскохозяйственным и лесохозяйственным тракторам, либо к машинам и оборудованию.
Мобильные средства пожаротушения должны обеспечивать выполнение одной или нескольких из следующих функций:
- доставка к месту пожара личного состава пожарных подразделений, огнетушащих веществ, пожарного оборудования, средств индивидуальной защиты пожарных и самоспасения пожарных, пожарного инструмента, средств спасения людей;
- подача в зону пожара огнетушащих веществ;
- проведение аварийно-спасательных работ, связанных с тушением пожара;
- обеспечение безопасности работ, выполняемых пожарными подразделениями[20]:п. 27.

Мобильные средства пожаротушения, которые при обращении на рынке ЕАЭС подлежат подтверждению соответствия, подразделяются на:
- автомобили пожарные основные;
- автомобили пожарные штабные;
- автоподъемники пожарные;
- автолестницы пожарные;
- автомобили аварийно-спасательные;
- автопеноподъемники пожарные;
- автомобили связи и освещения;
- автомобили газодымозащитной службы;
- мобильные робототехнические комплексы;
- мотопомпы пожарные;
- насосы центробежные пожарные для мобильных средств пожаротушения[20]:прил..

Остальные транспортные или транспортируемые пожарные машины (пожарные автомобили, вездеходы, самолеты, вертолеты, поезда, суда, мотоциклы, квадроциклы, квадрициклы, трициклы), предназначенные для использования личным составом пожарных подразделений при тушении пожара и проведении аварийно-спасательных работ также могут являться мобильными средствами пожаротушения:п. 6. При этом подтверждению соответствия при обращении на рынке как средства пожаротушения они не подлежат:прил..
Также существуют аварийно-спасательные машины, предназначенные для гражданской обороны и защиты от чрезвычайных ситуаций природного и техногенного характера. В том числе для аварийно-спасательных работ и организации первоочередного жизнеобеспечения населения в зонах пожаров.